# هانا استوکینگ
هانا استاکینگ (انگلیسی: Hannah Stocking؛ زادهٔ ۴ فوریهٔ ۱۹۹۲) اینفلوئنسر، یوتیوبر، بازیگر و مدل (شخص) ارمنی‌تبار اهل ایالات متحده آمریکا است.

## زندگی‌نامه
وی در ۴ فوریه ۱۹۹۲ در اشلند به دنیا آمد. او یک خواهر به نام روبی دارد. هانا عمدتاً یونانی است، اما همچنین ارمنی، اوکراینی و مجارستانی تبار است. او در دبیرستان اشلند در اورگان تحصیل کرد، جایی که سه سال والیبالیست بود. پس از آن، استوکینگ به کالیفرنیا بازگشت تا در دانشگاه دومینیکن کالیفرنیا در سن رافائل، زیست‌شناسی و شیمی را دنبال و به بازی والیبال ادامه دهد..

## فیلم‌شناسی
فهرست برخی از فیلم‌هایی که هانا استوکینگ در آن‌ها به ایفای نقش پرداخته است:
- بو ۲! یک هالووین مدیایی(۲۰۱۷)
- وحشت شیطانی (۲۰۱۹)
- غلبه (۲۰۲۱)
- جابجایی اعضای خانواده (۲۰۲۱)
- خانه مهارت(۲۰۲۴)